# Secrétaire du Cabinet chargé des Infrastructures, des Investissements et des Villes (Écosse)

## Liste des ministres
| Nom                                                              | Nom                                                 | Gouvernement                                        | Début du mandat                                     | Fin du mandat                                       |
| Ministre des Infrastructures et des Investissements              | Ministre des Infrastructures et des Investissements | Ministre des Infrastructures et des Investissements | Ministre des Infrastructures et des Investissements | Ministre des Infrastructures et des Investissements |
| ---------------------------------------------------------------- | --------------------------------------------------- | --------------------------------------------------- | --------------------------------------------------- | --------------------------------------------------- |
|                                                                  | Alex Neil                                           | Salmond II                                          | 19 mai 2011                                         | 5 septembre 2012                                    |
| Ministre des Infrastructures, des Investissements et de la Ville |                                                     |                                                     |                                                     |                                                     |
|                                                                  | Nicola Sturgeon                                     | Salmond II                                          | 5 septembre 2012                                    | 19 novembre 2014                                    |
|                                                                  | Keith Brown                                         | Sturgeon I                                          | 19 novembre 2014                                    | 18 mai 2016                                         |